# Giovanni Tommaso Minadoi
Giovanni Tommaso Minadoi, né vers 1549 à Ferrare et mort le 29 mai 1615 à Florence, est un médecin italien.

## Biographie
Giovanni Tommaso Minadoi naît à Rovigo vers 1549, de Giovanni Battista Minadoi, qui a lui-même exercé la médecine à Ferrare et a publié un opuscule intitulé De abusu missionis sanguinis in maligna febre, etiam apparentibus periculis, Venise, 1597, in-4°. Giovanni Tommaso, après avoir fait ses études à Padoue, part pour l’Orient, et est pendant sept ans attaché en qualité de médecin aux consulats vénitiens, soit à Constantinople, soit en Syrie. Pendant son séjour dans ces contrées, il recueille des matériaux pour l’histoire de la guerre entre les Persans et les Turcs, depuis 1576 jusqu’en 1588, qu’il publie en italien quelques années plus tard. À son retour, il devient médecin de Guillaume de Gonzague, duc de Mantoue et, en 1596, professeur de médecine à l’université de Padoue. Appelé en Toscane en 1615 par le grand-duc Cosme II. Minadoi meurt à Florence peu de temps après son arrivée.

## Œuvres
- Philodicus, sive de ptisana ejusque cremore pleureticis propinando, Mantoue, 1564, in-4° ; Venise, 1587 et 1591, in-4° ;
- De ratione emittendi sanguinem in febribus, Venise, 1587, in-4° ;
- De morbo cirrhorum, seu de helotide quæ Polonis gozdzick, consultatio, Padoue, 1590, in-4° ;
- Medicarum disputationum liber, Trévise, 1590 et 1610, in-4° ;
- Apologia contra Joannem Lavenclavium, Venise, 1596, in-4° ;
- Pro Avicenna, oratio, Padoue, 1598, in-4° ;
- Disputationes duæ : 1. De causa periodicationum in febribus ; 2. De febre ex sanguinis putredine, Padoue, 1599, in-4° ;
- De humani corporis turpitudinibus cognoscendis et curandis libri tres, Padoue, 1600, in-fol. ;
- De arthritide liber unus, Padoue, 1602 , in-4° ; et Venise, 1603, in-4° ;
- De variolis et morbillis liber unicus, Padoue, 1603, in-4° ;
- De febre maligna libri duo, Padoue et Venise, 1604, in-4° ;
- Pro quadam sua sententia Disputatio, Padoue, 1604, in-4°.